# Ionuț Nedelcearu
Ionuț Nedelcearu (* 25. April 1996 in Bukarest) ist ein rumänischer Fußballspieler.

## Karriere

### Verein
Aus der zweiten Mannschaft von Dinamo Bukarest kommend, ging er im Oktober 2013 in deren erste Mannschaft über. Sein Liga-Debüt gab er am 13. Dezember 2013 bei einem 4:0-Sieg über ACS Poli Timișoara. Ab der Folgesaison konnte er mehr Einsätze sammeln und erarbeitete sich schnell den Status eines Stammspielers. Für eine Ablöse von 700.000 € wechselte er im Februar 2018 nach Russland zum FK Ufa. Dort behielt er den Status eines Stammspielers bei und wechselte im Oktober 2020 für eine Ablöse von 550.000 € zum griechischen Klub AEK Athen. Hier steigerte er seinen Marktwert noch weiter und wechselte für 1,25 Mio. € im Sommer 2021 nach Italien zum Absteiger FC Crotone in die Serie B. Nachdem seine Mannschaft in die Serie C als erneuter Absteiger durchgereicht worden war, konnte er den Klub ablösefrei verlassen und wechselte zum FC Palermo.

### Nationalmannschaft
Nach der rumänischen U17 und der U18 debütierte er im November 2014 für die U21. Er war bei der Europameisterschaft 2019 im Kader, als seine Mannschaft das Halbfinale erreichte.
Sein Debüt für die rumänische A-Nationalmannschaft hatte er am 27. März 2018, als er bei einem 1:0-Freundschaftsspielsieg über Schweden in der 83. Minute für Dragoș Grigore eingewechselt wurde. Nach einem weiteren Freundschaftsspieleinsatz kam er im Herbst des Jahres auch noch zu einem Einsatz in der Nations League 2018/19. Im nächsten Jahr ging es für ihn weiter mit der Qualifikation für die Europameisterschaft 2020, wo er ebenso einige Einsätze sammelte wie in der Nations League 2020/21 sowie der WM-Qualifikation für das Turnier im Jahr 2022. Nach zwei Partien in der Nations League 2022/23 kam er während der Qualifikationsphase für die EURO 2024 nur ein Mal zum Einsatz, kam aber in der Vorbereitung zu weiteren Einsätzen und wurde auch für den finalen Turnierkader nominiert.